# 萨拉斯瓦哈斯
萨拉斯瓦哈斯，是西班牙阿拉贡自治区韦斯卡省的一个市镇。总面积13平方公里，总人口167人（2018年），人口密度12人/平方公里。